# UFC Fight Night: Манува vs. Андерсон
UFC Fight Night: Manuwa vs. Anderson (он же UFC Fight Night 107) — турнир по смешанным единоборствам, прошедший 18 марта 2017 года в Лондоне на стадионе «O2 Арена». В главном поединке вечера встретились Джими Манува и Кори Андерсон.

## История турнира
Это событие прошло в рамках турнира UFC Fight Night 107. Ранее предполагалось, что данное мероприятие будет на UFN 106 в Лас-Вегасе, Невада, что вызвало изменение в количестве зрителей.
Бой в полутяжёлом весе между Джими Манувой и Кори Андерсоном стал основным поединком вечера.
Трое бойцов не смогли уложиться в свой промежуток веса. Это Брэд Пикетт (его прощальный бой) и Марлон Вера, которые согласились на промежуточный вес, поскольку Марлон был вызван на бой незадолго до UFC Fight Night 107. Он заранее предупредил, что не сможет сбросить вес. Так же провалил Йен Энтвистл, который теперь вынужден отдать 20 % своего гонорара за бой противнику. Энтвистл был снят с боя в день турнира.

## Результаты
| Категория                            |                   |                   | Способ                                     | Раунд | Время |
| Основные бои (UFC Fight Pass)        |                   |                   |                                            |       |       |
| Полутяжёлый веc                      | Джими Манува      | Кори Андерсон     | Нокаут (удары)                             | 1     | 3:05  |
| Полусредний вес                      | Гуннар Нельсон    | Алан Джубан       | Сдача (гильотина)                          | 2     | 0:46  |
| Промежуточный вес (140 фунтов)       | Марлон Вера       | Брэд Пикетт       | Технический нокаут (удары)                 | 3     | 3:50  |
| Полулёгкий вес                       | Арнольд Аллен     | Макван Амирхани   | Раздельное решение (28-29, 30-27, 30-27)   | 3     | 5:00  |
| Предварительные бои (UFC Fight Pass) |                   |                   |                                            |       |       |
| Лёгкий вес                           | Джозеф Даффи      | Реза Мадади       | Единогласное решение (30-27, 30-27, 30-27) | 3     | 5:00  |
| Полутяжёлый вес                      | Франсимар Баррозу | Даррен Стюарт     | Единогласное решение (29-28, 29-28, 29-28) | 3     | 5:00  |
| Тяжёлый вес                          | Тимоти Джонсон    | Данель Омеляньчук | Раздельное решение (28-29, 30-27, 29-28)   | 3     | 5:00  |
| Полусредний вес                      | Леон Эдвардс      | Висенте Луке      | Единогласное решение (29-28, 29-28, 29-28) | 3     | 5:00  |
| Лёгкий вес                           | Марк Диакези      | Теему Пакален     | Нокаут (удары)                             | 1     | 0:30  |
| Средний вес                          | Брэд Скотт        | Скотт Аскем       | Раздельное решение (28-29, 29-28, 29-28)   | 3     | 5:00  |
| Женский легчайший вес                | Лина Ленсберг     | Люси Пудилова     | Единогласное решение (29-28, 29-28, 29-28) | 3     | 5:00  |

## Бонусы участникам
Джими Манува, Гуннар Нельсон, Марлон Вера и Марк Диакези получили по 50 000 $ премиальных за своё выступление на турнире.
Все бойцы получили бонусы за «Выступление вечера», поскольку ни один из поединков не был признан «Боем вечера».